# Gol Gumbaz
Gol Gumbaz o Gol Gumbadh (en persa: گل گنبذ‎ Gol Gombadh, que significa 'cúpula circular') es un edificio monumental de la India,  el mausoleo de Mohammed Adil Shah, sultán de Bijapur (r. 1627-1656). La tumba, situada en la ciudad de Bijapur, en el estado de Karnataka,  fue terminada en 1656 por el arquitecto Yaqut de Dabul. Aunque «de diseño impresionantemente simple» está considerada como el «triunfo estructural de la arquitectura del Deccan».

## Arquitectura

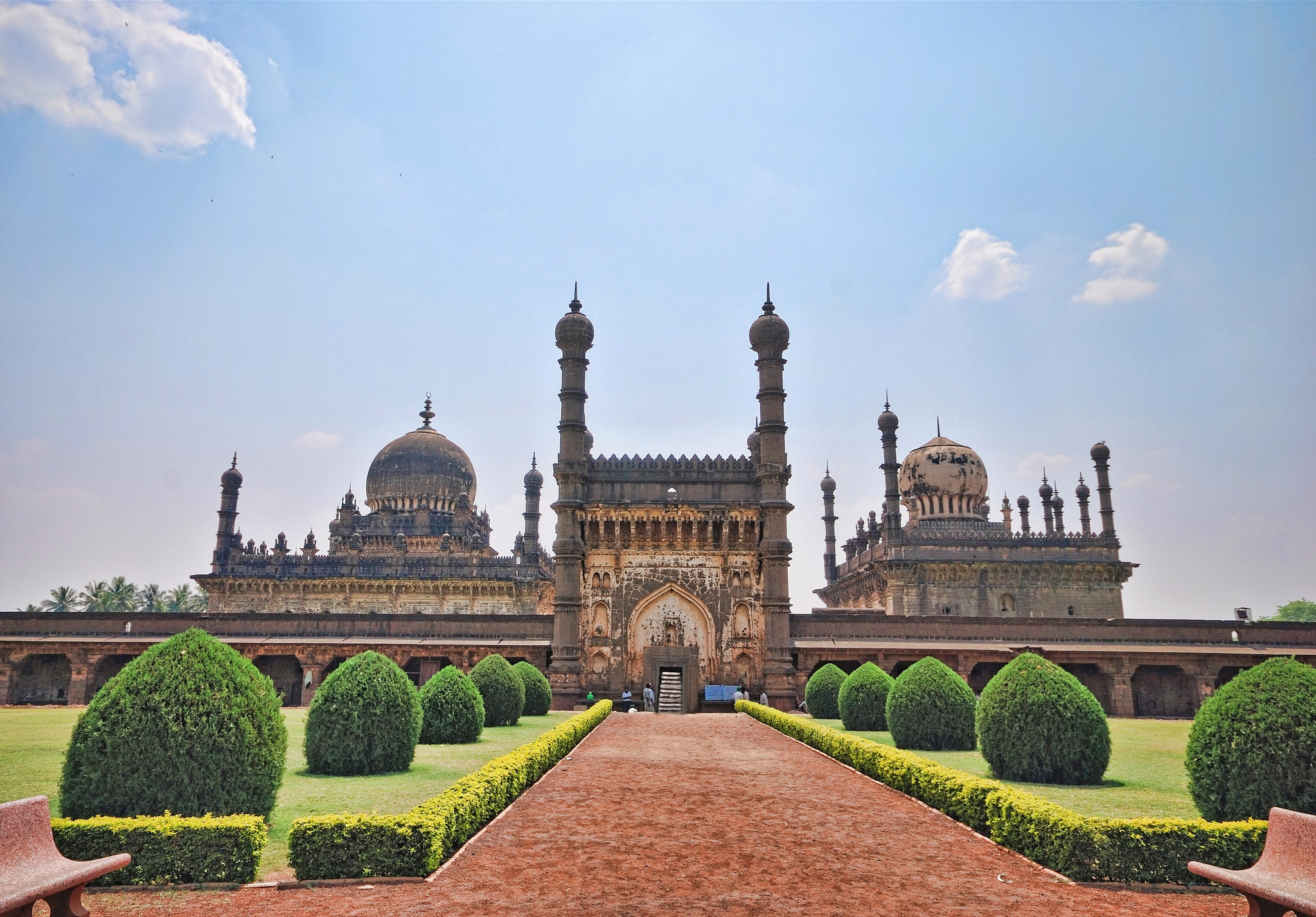
El mausoleo de Ibrahim Rauza, el mausoleo de su padre que Ibrahim Adil Shah II quería emular.

El edificio parece haber sido el deseo del gobernante de construir un mausoleo que fuese comparable al de su padre, Ibrahim Adil Shah II, conocido como el Ibrahim Rauza. Dado que ese mausoleo, localizado a 3,5 km, ya era excepcional en su composición y decoración, solamente podía conseguirlo a través de tamaño y erigió una de las mayores estructuras que cubrían una única cámara en el mundo, que tiene una superficie de 1695 m², que es más grande que el Panteón de Roma (1393 m²). El mausoleo es parte de un complejo de edificios que incluye una mezquita, una dharmshala (posada para los viajeros) y otros edificios relacionados con el mausoleo del soberano, localizados en una gran zona ajardinada que ahora está en el interior de la ciudad.  El edificio nunca fue terminado según lo previsto ya que la construcción comenzó hacia el final del reinado.
El edificio del propio mausoleo, realizado en piedra de basalto gris oscura, se compone a partir de un cubo simple, de 47,5 m de lado, coronado por una cúpula de 44 m de diámetro exterior (el interior es de 37,92 m, con un espesor de 2,74−3,05 m). Soportan la cúpula «ocho arcos que se entrecruzan creados a partir de dos esquinas que rotan creando las pechinas entrelazadas». En cada una de las cuatro esquinas del cubo, hay una pequeña torre de planta octogonal, de siete pisos de altura y con una escalera interior, cubierta por una cúpula. En la planta superior, cada una de ellas permite acceder a la terraza del edificio, una galería de ronda que rodea toda la cúpula. En el centro de la parte norte del edificio, sobresale «un gran vano semi-octogonal».
Dentro de la sala del mausoleo, hay un pódium cuadrado con escaleras en cada uno de los lados. En el centro del pódium, un cenotafio sobre una losa en el suelo marca la actual tumba real, «el único caso de esta práctica» en la arquitectura de la dinastía Shahi Adil.
A lo largo del interior de la cúpula, corre la "Galería Whispering" donde incluso el sonido más suave se puede oír en lado opuesto del mausoleo debido a la acústica del espacio. Está situada a una altura de 33,22 m del suelo y tiene una anchura de 3,25 m.

## Galería de imágenes

Exterior
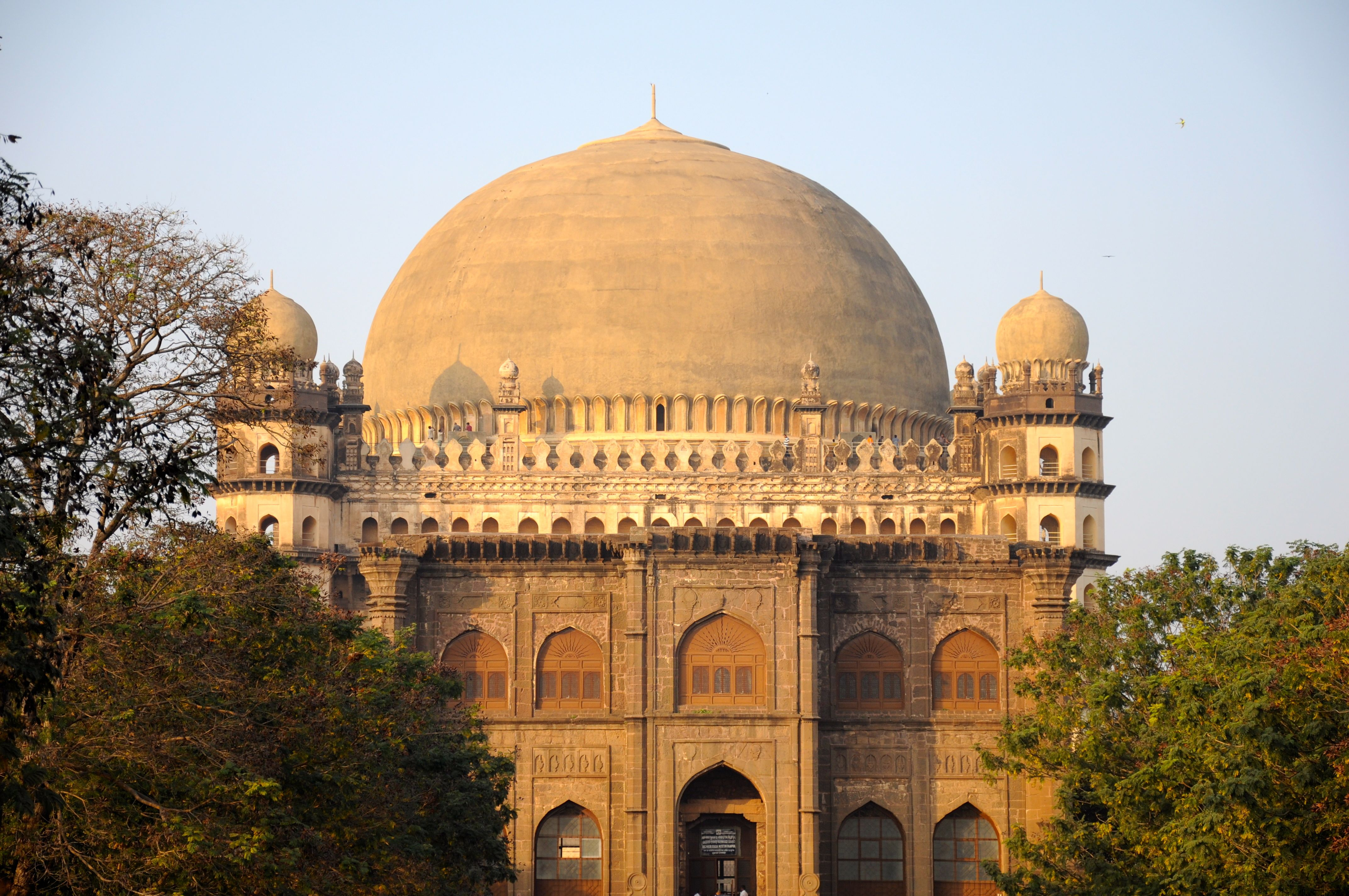
Vista desde la entrada
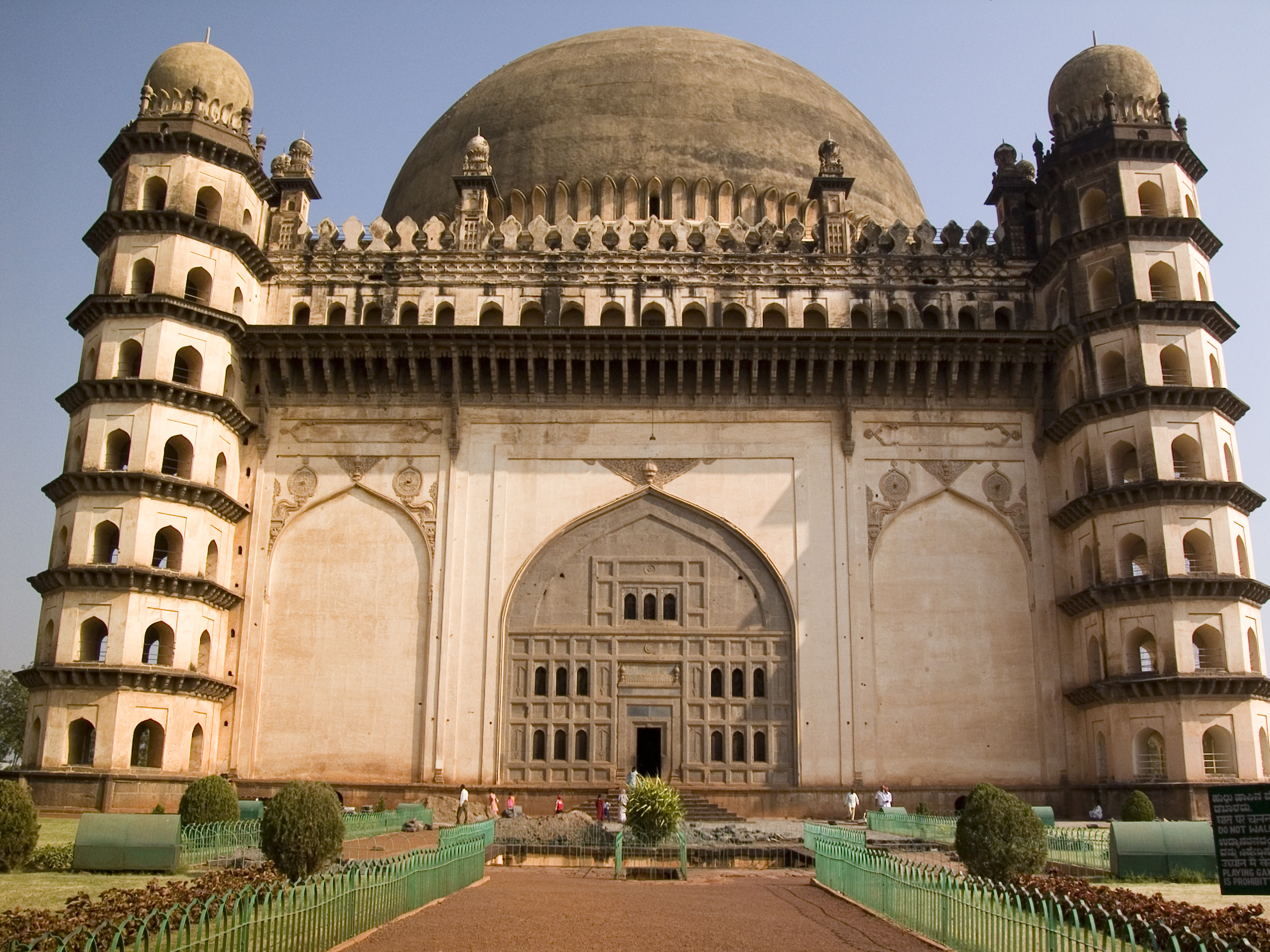
Fachada principal (sur)
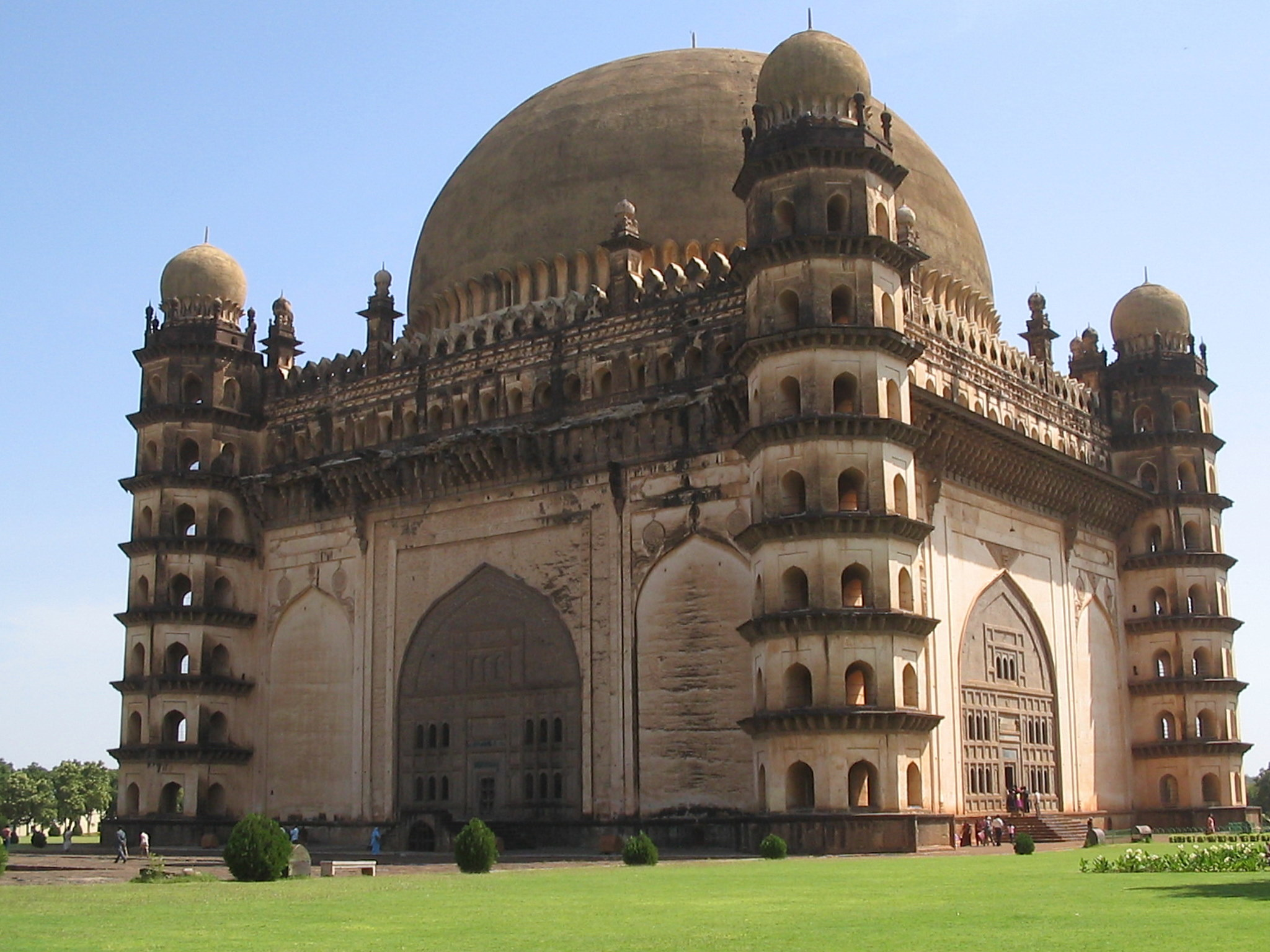
Escorzo de la parte frontal
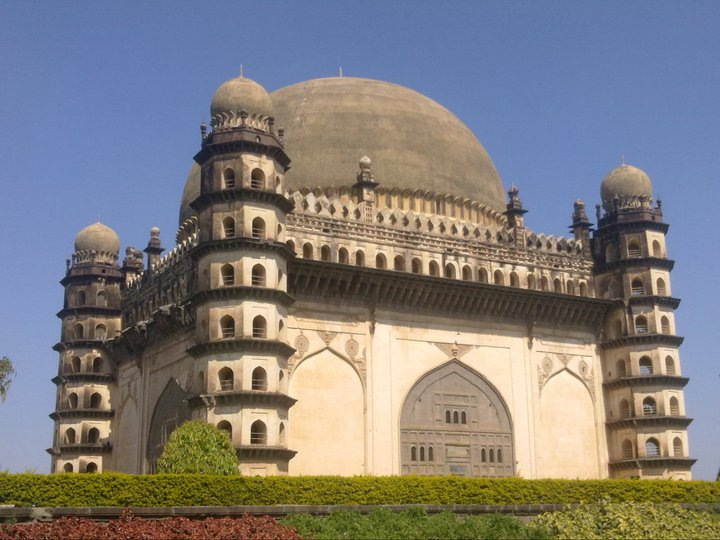
La otra esquina frontal

Interior
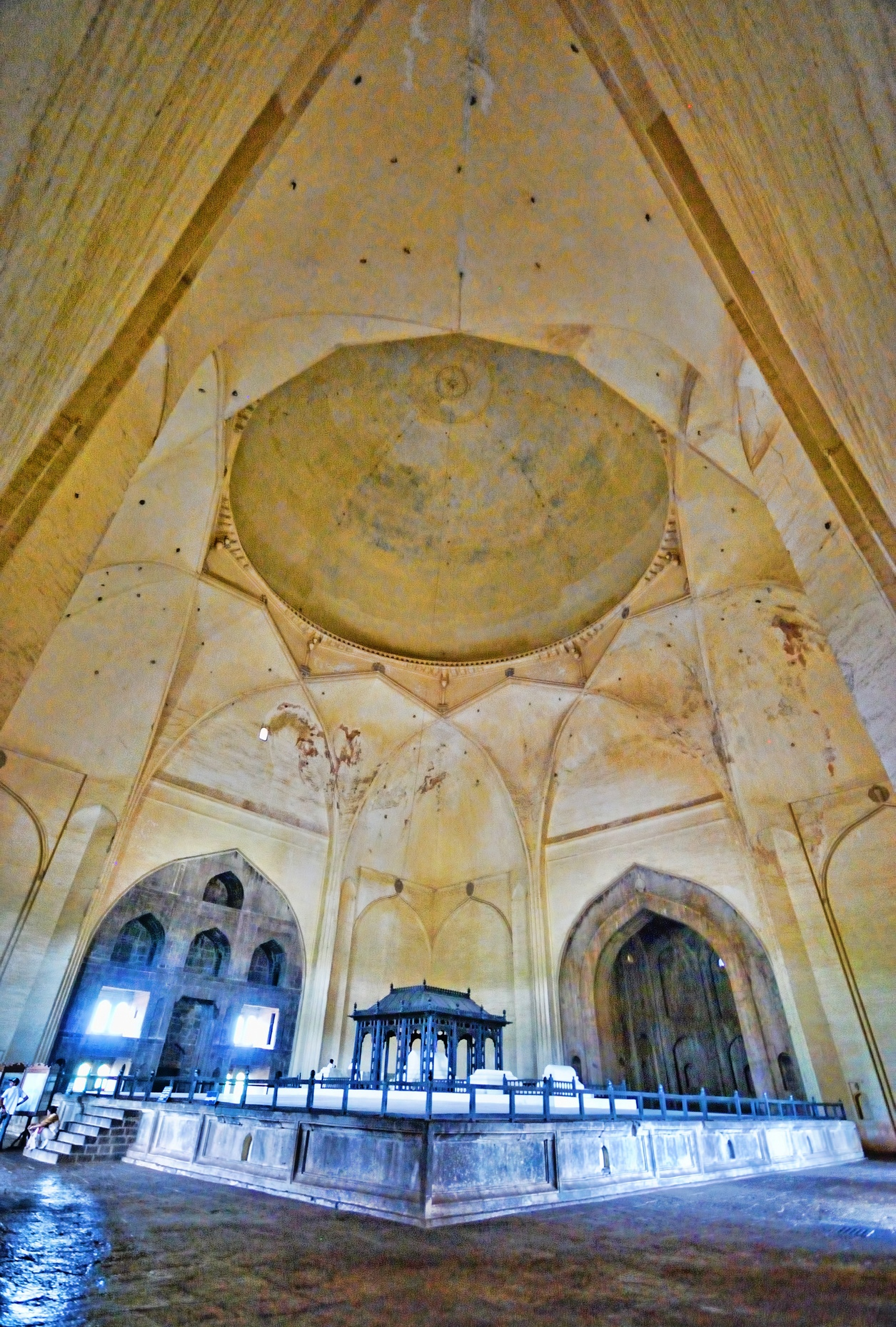
Interior del mausoleo
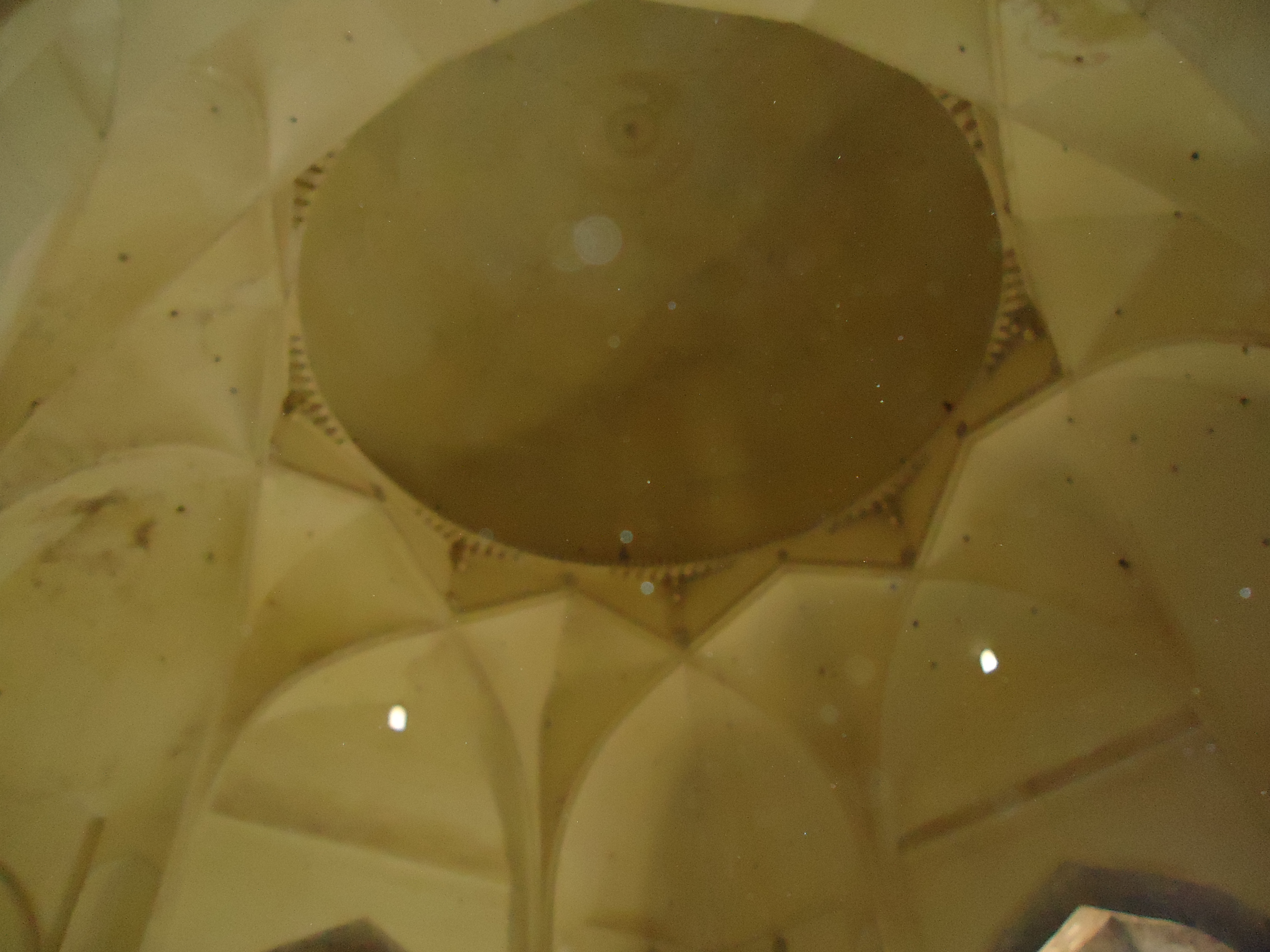
Arcos entrecruzados en la cúpula
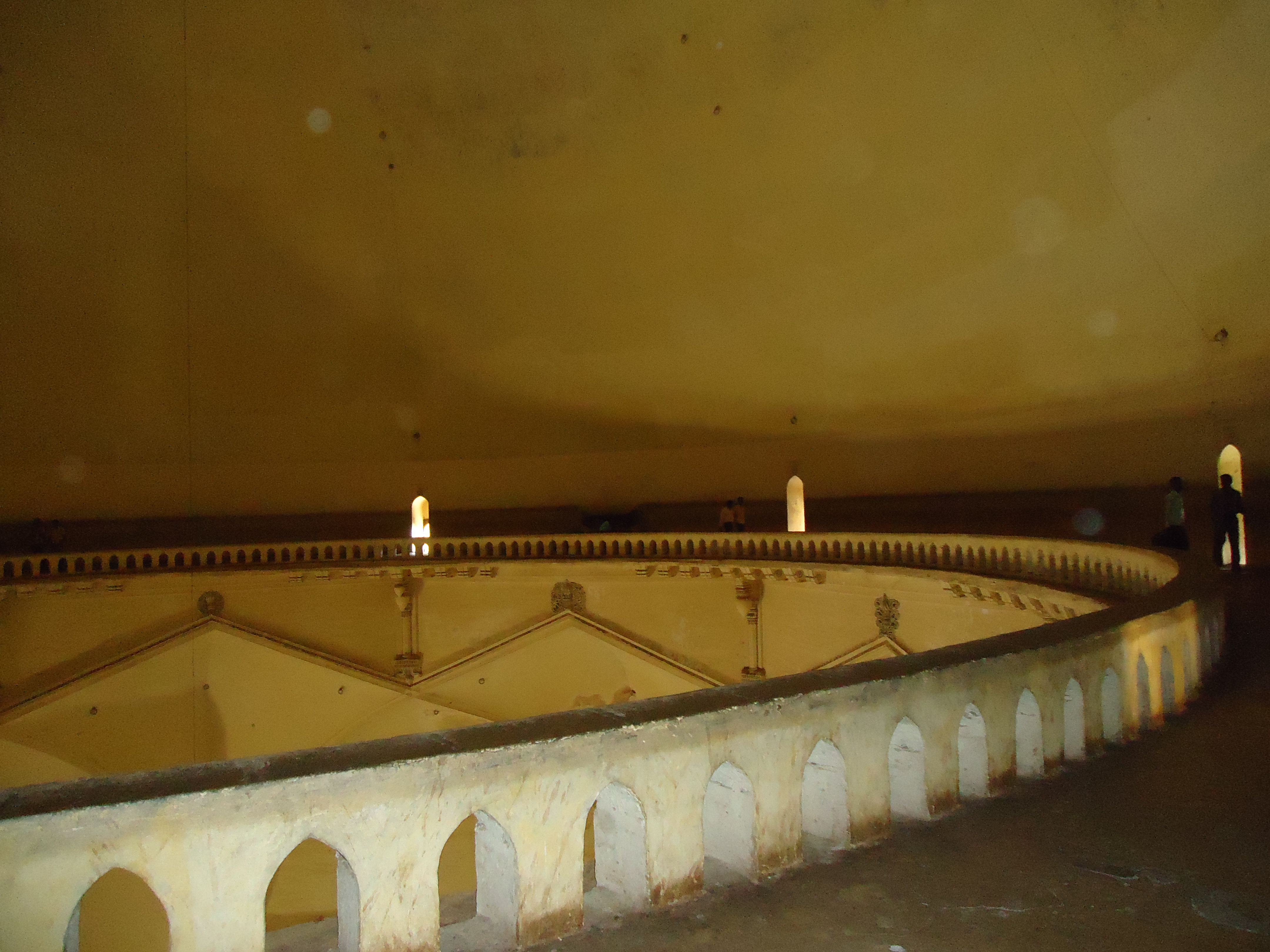
La Whispering Gallery
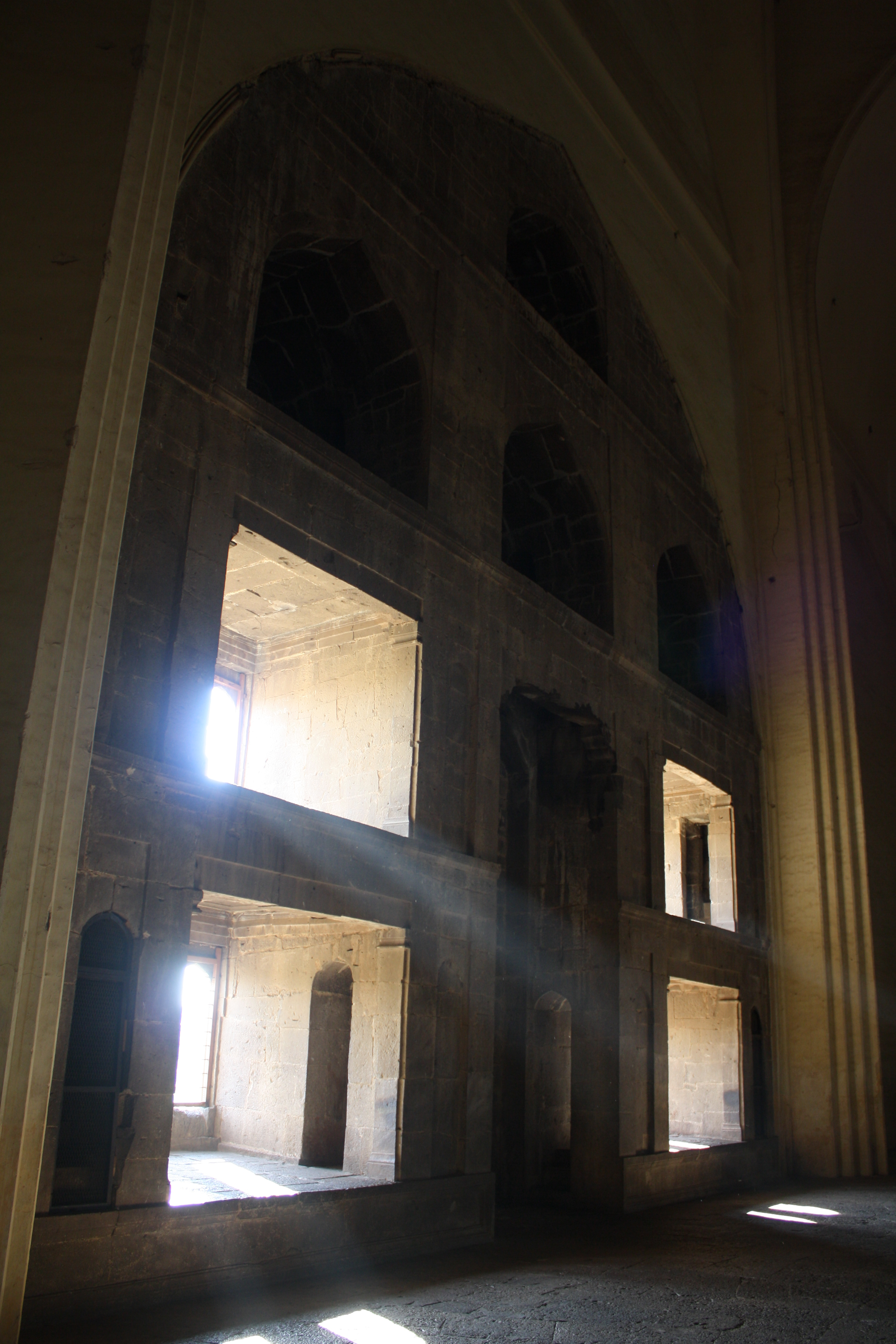
Interior del mausoleo

Detalles
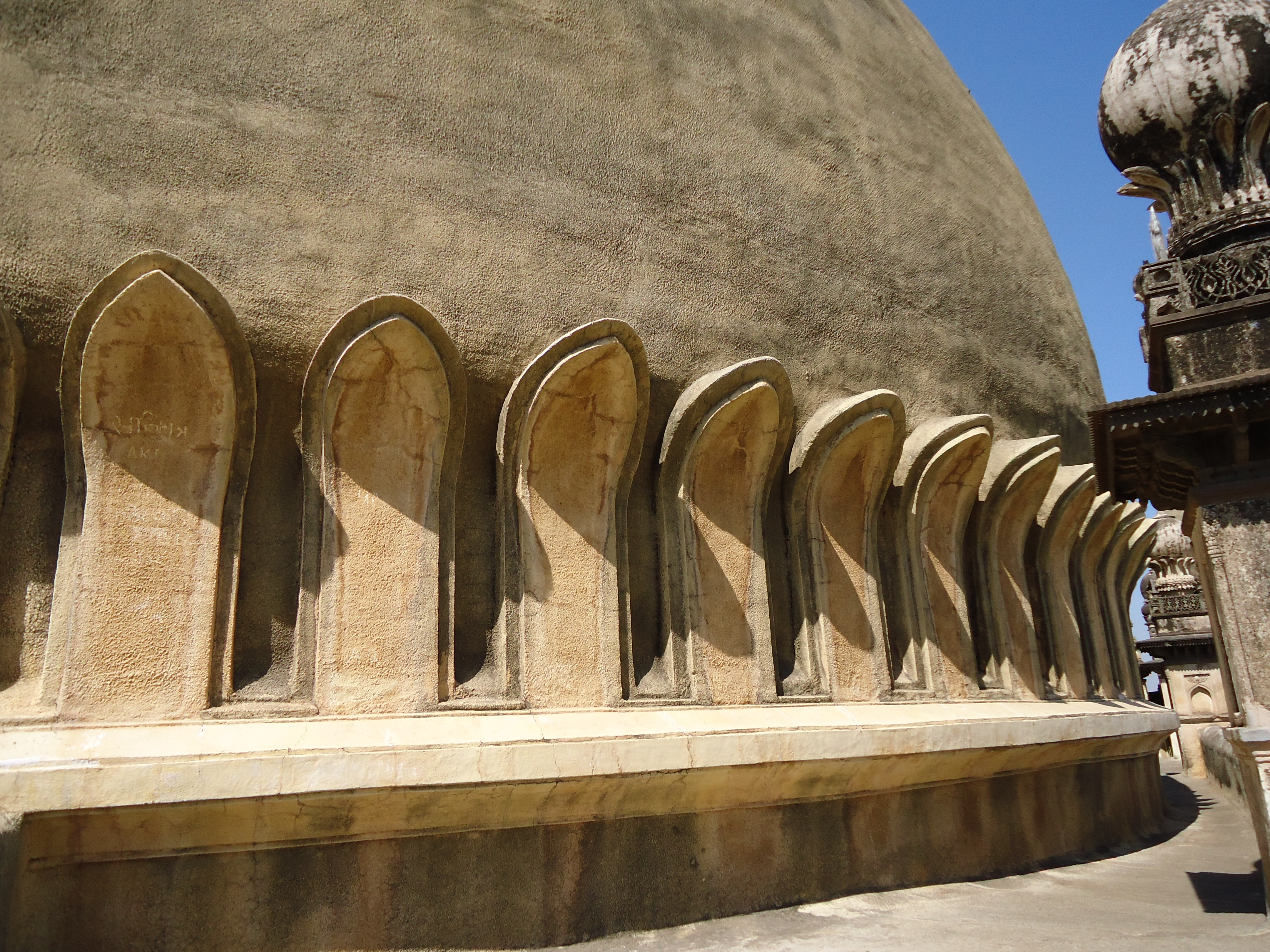
La cúpula desde el exterior
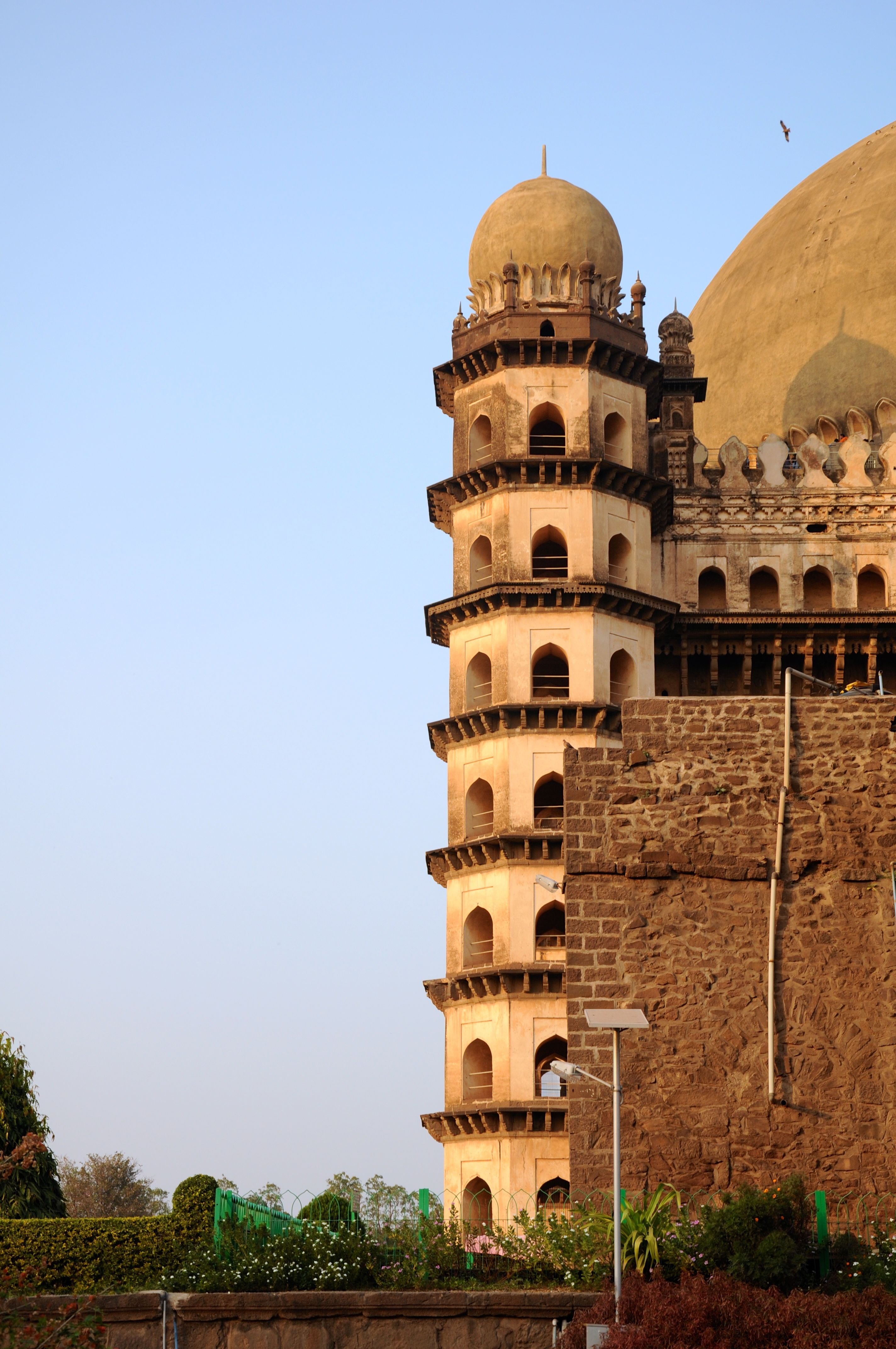
Uno de los minaretes vistos desde abajo.
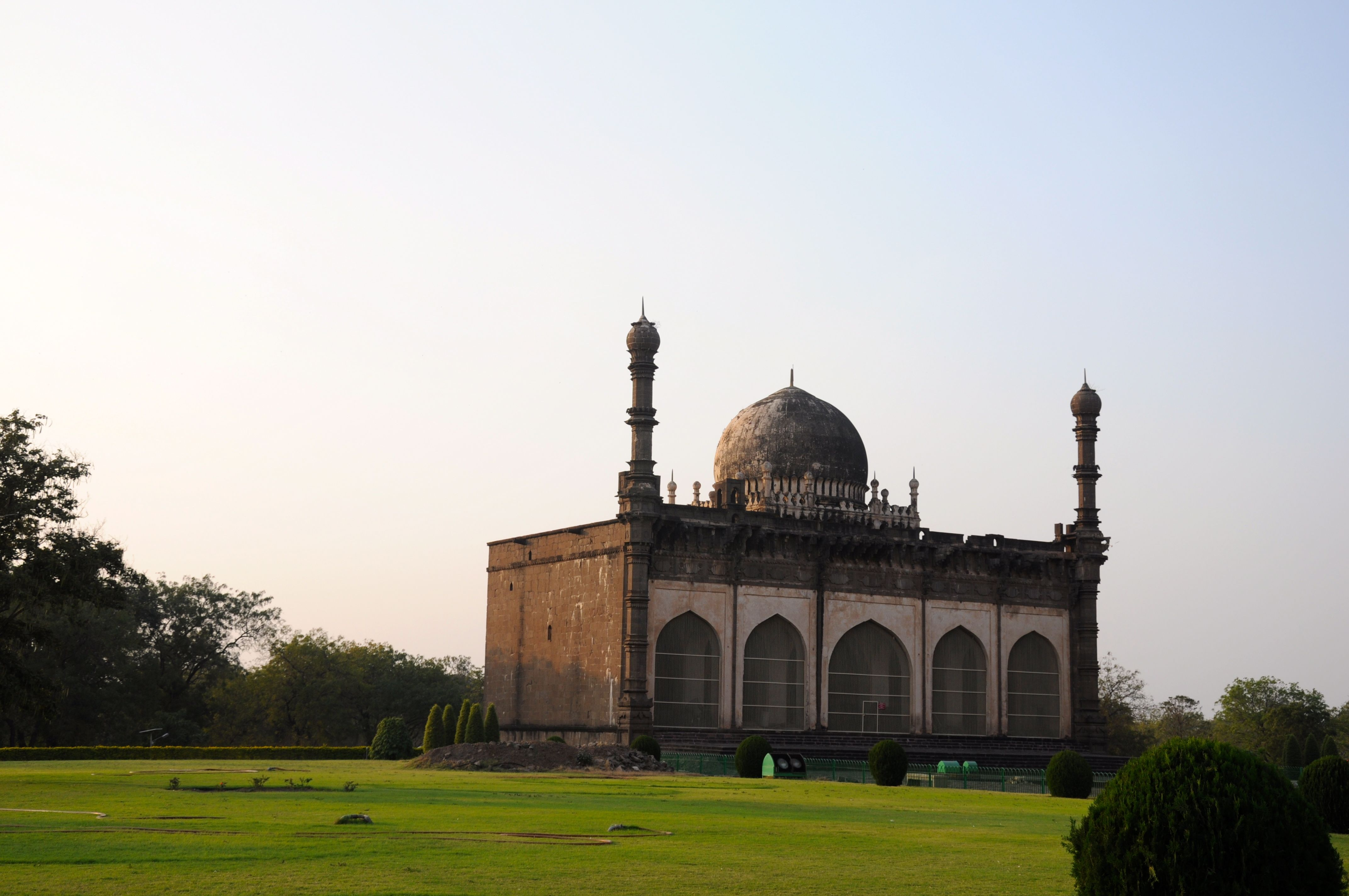
Vista de la mezquita del complejo
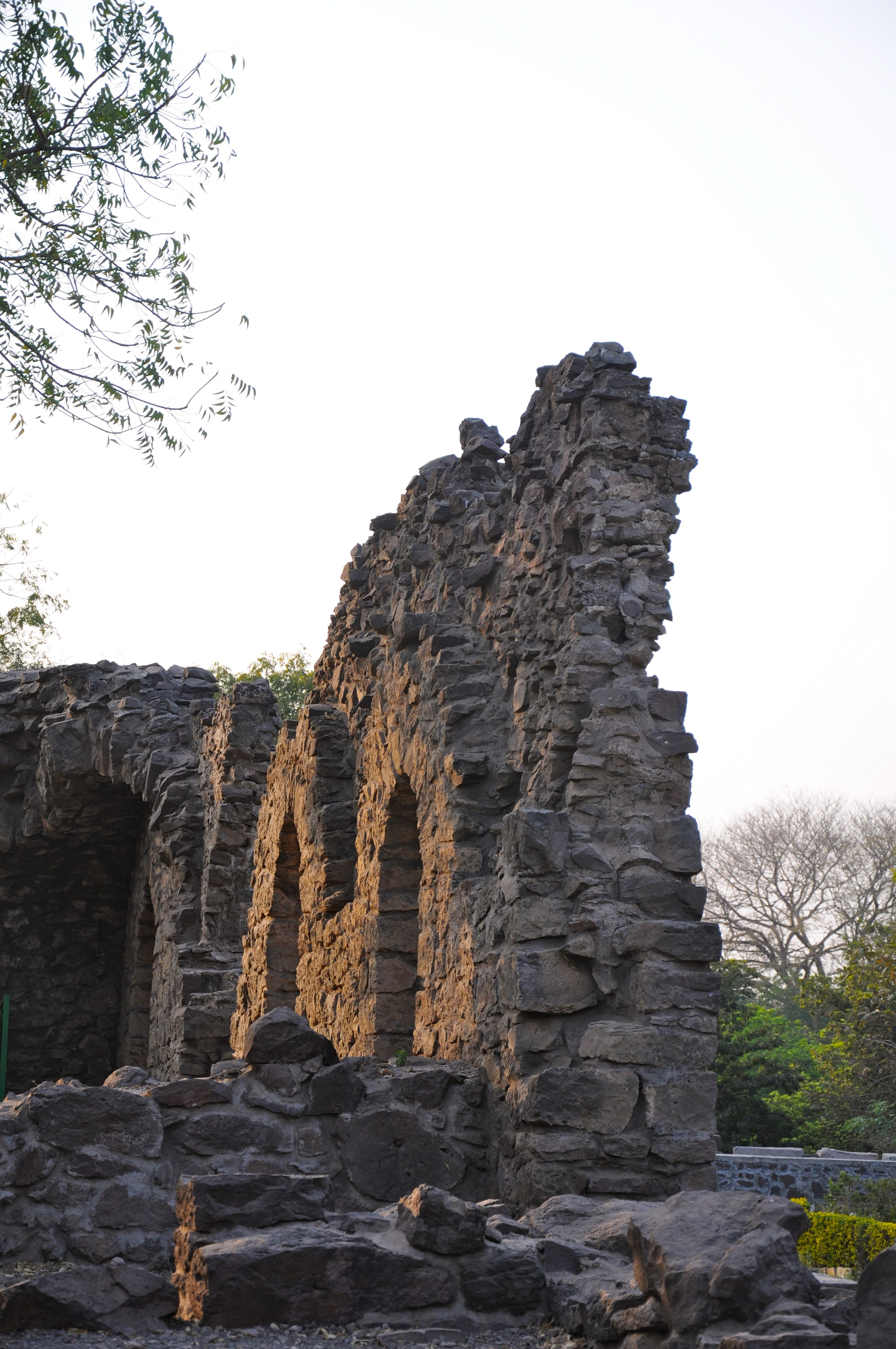
Ruinas cerca de la entrada